# James Heckman
James Joseph Heckman (ur. 19 kwietnia 1944 w Chicago, Illinois) – amerykański ekonomista i matematyk, laureat Nagrody Banku Szwecji im. Alfreda Nobla w dziedzinie ekonomii w 2000 roku.

## Życiorys
Od 1977 roku profesor ekonomii na Uniwersytecie Chicagowskim, jest członkiem Narodowej Akademii Nauk w Waszyngtonie (od 1992) i Amerykańskiej Akademii Umiejętności w Bostonie (od 1985).
W pracy naukowej zajmuje się mikroekonometrią, analizując dane dotyczące o pojedynczych jednostkach – przedsiębiorstwach, gospodarstwach domowych oraz konsumentach indywidualnych bada oceny rządowych programów społecznych oraz funkcjonowania administracji publicznej. Analizuje wpływ edukacji i płci na poziom płac i zatrudnienie, prowadzi badania rynku pracy.
Nagrodę Banku Szwecji im. Alfreda Nobla otrzymał (razem z Danielem McFaddenem) za opracowanie „teorii i metod szeroko stosowanych w analizie statystycznej i zachowań poszczególnych osób i gospodarstw domowych”.